# 1560
Năm 1560 (số La Mã: MDLX) là một năm nhuận bắt đầu từ ngày thứ hai trong lịch Julius.